# Patroon

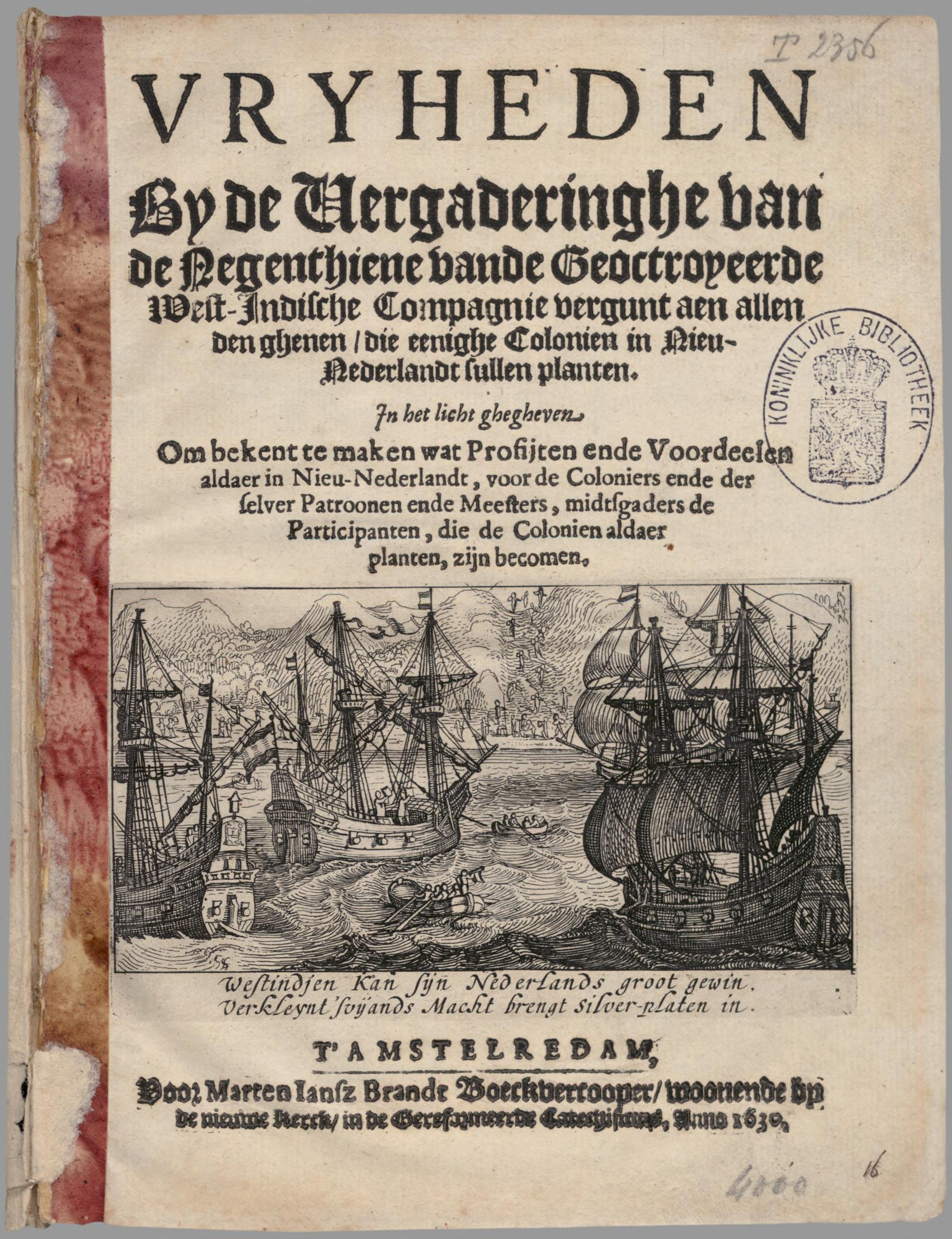
Première page de la Charte des libertés et des exemptions (Compagnie néerlandaise des Indes occidentales) 1629

Un patroon (du néerlandais  patroon, propriétaire ou dirigeant d'une compagnie) était un propriétaire terrien possédant des droits seigneuriaux sur de grandes étendues de terre (un patroonat, en néerlandais patroonschap) dans les colonies néerlandaises des Amériques au XVIIe siècle (notamment en Nouvelle-Néerlande et dans les Antilles).
À travers la Charte des libertés et d'exemptions de 1629, la Compagnie néerlandaise des Indes occidentales commença par accorder ces privilèges juridiques et des terres à certains riches marchands néerlandais qui promettaient de coloniser leur domaine avec au moins cinquante familles en quatre ans. Ces incitatifs, qui permettaient à la compagnie de sous-traiter ses obligations l'immigration (aussi connu comme « Droits et Exemptions »), recoupaient des droits non seulement fonciers, mais aussi juridiques et commerciaux.
La première version de la politique stipulait que les terres cédées par la compagnie pouvaient recouvrir une surface de 16 milles de longueur sur une rive d'un fleuve, ou 8 milles de chaque rive d'un fleuve. En 1640, la charte a été révisée pour diviser ces tailles par deux et permettre à n'importe quel Néerlandais qui le pouvait d'accéder à la propriété.